# Rocco Montano
Rocco Montano (Stigliano, 19 settembre 1913 – Napoli, 6 maggio 1999) è stato un critico letterario e storico della letteratura italiano, di ispirazione cattolica.

## Biografia
Rocco Montano nacque a Stigliano, in provincia di Matera, nel 1913. Allievo di Giuseppe Toffanin, si laureò in Lettere all'Università di Napoli nel 1936. Nel 1938 iniziò a insegnare all'Università di Napoli e nel 1946 divenne libero docente di Letteratura Italiana. Nel 1949 diede vita alla rivista «Delta» che diresse fino al 1962. Visiting professor all'Università di Harvard nel 1956-57 - il suo trasferimento negli Stati Uniti era stato favorito da Charles Singleton, autorevole dantista e italianista -, passò negli anni seguenti a insegnare Letteratura italiana e poi Letteratura comparata all'Università dell'Illinois a Urbana-Champaign e alla Catholic University of Maryland. Dal 1966 al 1968 diresse la rivista «Umanesimo» distribuita in Italia e negli Stati Uniti. Collaborò con diverse riviste statunitensi tra cui, «Italian Quarterly», «Comparative Literature Studies», «Italica» e «Yale Review». Tornato in Italia, nel 1973 diventò professore associato di Lingua e letteratura italiana nell'Università di Salerno, dove insegnò fino al 1983. I suoi studi su Machiavelli e Vico suscitarono il vivo interesse di Augusto Del Noce. Collaborò alla rivista «Convivium» e scrisse vari saggi negli anni ‘60 e ‘70 su «Filosofia», «Le parole e le idee», «Cultura e scuola», «Studi Novecenteschi», «Nuova Antologia» e «Prospettive nel mondo». Nel 1976 fondò la rivista «Segni», che diresse fino al 1982 e dal 1985 al 1987. Morì a Napoli nel 1999.
Rocco Montano si dedicò in particolare a studi sulla poesia di Dante Alighieri e Alessandro Manzoni.
Il pensiero teorico e metodologico di Montano è alternativo all'idealismo crociano e alle linee culturali che prevalsero dopo la fine del lungo periodo idealistico, in primo luogo allo strutturalismo e alla critica d'ispirazione marxista.

## Opere

### Saggi
- Dante e il Rinascimento, Napoli, Guida, 1942.
- Follia e Saggezza nel “Furioso” e nell’“Elogio” di Erasmo, Napoli, Guida, 1942.
- Manzoni o del lieto fine, Napoli, Conte, 1951.
- Il canto XVII del Purgatorio, Firenze, Le Monnier, 1964.
- L'estetica del Rinascimento e del Barocco, in Grande antologia filosofica, IX, Milano, Marzorati, 1964.
- Storia della poesia di Dante, 2ª ed., Firenze, Leo S. Olschki, 1965.
- Lo spirito e le lettere. Disegno storico della letteratura italiana, 4 voll., Milano, Marzorati, 1970-1971.[2]
- Machiavelli. Valori e limiti, Firenze, Sansoni, 1974.
- Comprendere Manzoni, Napoli, G.B. Vico Editrice, 1975.[3]
- Shakespeare’s Concept of Tragedy. The Bard as Anti-Elizabethan, Chicago, Gateway Editions, 1985.[4]
- Dante's Thought and Poetry, Chicago, Gateway Editions, 1988.
- Rocco Montano, Arte, realtà e storia: l'estetica del Croce e il mondo dell'arte, a cura di Francesco Bruni, Marsilio Editori, 2003, ISBN 978-8831781886.
- Rocco Montano, Dante filosofo e poeta, a cura di Francesco Bruni, Salerno Editrice, 2016, ISBN 9788884029843.

### Articoli
- Mistero di Leonardo, in Italica, vol. 24, n. 1, 1947,  pp. 41-45, DOI:10.2307/476526.
- Pensiamo a Borgese, in Italica, vol. 25, n. 4, luglio 1948,  pp. 309-312, DOI:10.2307/476004.
- Crocean Influence and Historicism in Italy, in Comparative Literature Studies, vol. 1, n. 4, 1964,  pp. 273-286, JSTOR 40245665.
- Dante's Style and Gothic Aesthetic, in Symposium to Dante, University of North Carolina, 1965,  pp. 11-34.
- Renaissance and Baroque: Reply to a Critic, in Comparative Literature Studies, vol. 3, n. 1, 1966,  pp. 55-65, JSTOR 40245777.
- Metaphysical and Verbal Arguzia and the Essence of the Baroque, in Colloquia Germanica, vol. 1, 1967,  pp. 49-65, JSTOR 23980060.
- Dante and Virgil, in Yale Review, LX, 1971,  pp. 550-561.
- Note per un'interpretazione di Montale. Montale e Croce, in Studi Novecenteschi, vol. 2, n. 5, luglio 1973,  pp. 227-247, JSTOR 43448155.
- Manzoni Today, in Italian Quarterly, XVII, n. 67, 1973,  pp. 25-54.
- Italian Humanism: Dante and Petrarch, in Italica, vol. 50, n. 2, 1973,  pp. 205-221, DOI:10.2307/477930.
- Essere o non essere: non è questo il problema di Amleto. Il significato della tragedia (PDF), in Prospettive nel mondo, novembre 1982,  pp. 88-94.
- Il commento alla “Divina commedia” di Charles S. Singleton, in Annali d'Italianistica, vol. 8, 1990,  pp. 104-114, JSTOR 24004255.